# Пушанинский сельсовет
Пушанинский сельсовет — сельское поселение в Белинском районе Пензенской области Российской Федерации.
Административный центр — село Пушанино.

## География
Пушанинский сельсовет расположен в южной части Белинского района Пензенской области. На северо-западе граничит с Козловским сельсоветом, на севере — с Волчковским сельсоветами Белинского района, на востоке — с Камынинским сельсоветом Белинского района, на юге — с Тамалинским районом Пензенской области. 
Ближайшая железнодорожная станция Белинская расположена в городе Каменка на расстоянии 59 км от села Пушанино. Основная транспортная магистраль —автодорога регионального значения «Белинский – Тамала». 

## История
Статус и границы сельского поселения установлены Законом Пензенской области от 2 ноября 2004 года № 690-ЗПО «О границах муниципальных образований Пензенской области».

## Население
| 2002  | 2010  | 2012  | 2013  | 2014  | 2015  | 2016  |
| ----- | ----- | ----- | ----- | ----- | ----- | ----- |
| 2708  | ↘2374 | ↘2268 | ↘2247 | ↘2193 | ↘2136 | ↘2078 |
| 2017  | 2018  | 2021  |       |       |       |       |
| →2078 | ↘2044 | ↗2064 |       |       |       |       |

## Состав сельского поселения
| № | Населённый пункт | Тип населённого пункта       | Население |
| - | ---------------- | ---------------------------- | --------- |
| 1 | Березенки        | деревня                      | ↘195      |
| 2 | Бугровка         | деревня                      | ↘188      |
| 3 | Городок          | посёлок                      | ↘8        |
| 4 | Исаевка          | деревня                      | 1         |
| 5 | Кукарки          | село                         | ↘567      |
| 6 | Пушанино         | село, административный центр | ↗1414     |
| 7 | Ульяновка        | деревня                      | 1         |